# Франсіску Коста (тенісист)
Франсіску Коста (порт. Francisco Costa; нар. 28 червня 1973) — колишній бразильський тенісист.
Найвищу одиночну позицію світового рейтингу — 140 місце досяг 8 травня 2000, парну — 170 місце — 26 липня 1999 року.
Завершив кар'єру 2005 року.

## Фінали ATP Челленджер і ITF Ф'ючерс

### Одиночний розряд: 14 (9–5)
| Легенда              |
| -------------------- |
| ATP Челленджер (3–3) |
| ITF Ф'ючерс (6–2)    |

| Фінали за покриттям |
| ------------------- |
| Тверде (5–1)        |
| Ґрунт (4–4)         |
| Трава (0–0)         |
| Килим (0–0)         |

| Результат | В-П | Дата     | Турнір                    | Рівень     | Покриття | Суперник           | Рахунок            |
| --------- | --- | -------- | ------------------------- | ---------- | -------- | ------------------ | ------------------ |
| Поразка   | 0-1 | Вер 1997 | Будапешт, Угорщина        | Челленджер | Ґрунт    | Ян Фруде Андерсен  | 6–7(1–7), 6–2, 2–6 |
| Перемога  | 1-1 | Сер 1998 | Белу-Оризонті, Бразилія   | Челленджер | Тверде   | Гастон Гаудіо      | 4–6, 6–2, 6–4      |
| Перемога  | 2-1 | Тра 1999 | Бірмінгем, США            | Челленджер | Ґрунт    | Мартін Родрігес    | 6–7, 7–6, 6–3      |
| Поразка   | 2-2 | Лип 1999 | Оберштауфен, Німеччина    | Челленджер | Ґрунт    | Александер Попп    | 6–7, 3–6           |
| Перемога  | 3-2 | Лис 1999 | Гвадалахара, Мексика      | Челленджер | Ґрунт    | Ніколас Массу      | 4–6, 7–5, 6–3      |
| Поразка   | 3-3 | Лип 2000 | Айзенах, Німеччина        | Челленджер | Ґрунт    | Ян Фруде Андерсен  | 6–7(5–7), 3–6      |
| Поразка   | 3-4 | Лют 2003 | Ямайка F2, Монтего-Бей    | Ф'ючерс    | Тверде   | Жан-Жульєн Роєр    | 6–4, 4–6, 3–6      |
| Перемога  | 4-4 | Лют 2003 | Бразилія F1, Сан-Паулу    | Ф'ючерс    | Ґрунт    | Патрісіо Аркес     | 6–1, 6–4           |
| Перемога  | 5-4 | Лют 2003 | Бразилія F2, Гоянія       | Ф'ючерс    | Тверде   | Даніел Мело        | 7–5, 7–5           |
| Перемога  | 6-4 | Вер 2004 | Бразилія F7, Форталеза    | Ф'ючерс    | Тверде   | Александре Бонатту | 6–4, 3–6, 6–3      |
| Перемога  | 7-4 | Жов 2004 | Бразилія F9, Гуарульюс    | Ф'ючерс    | Ґрунт    | Тьяго Алвес        | 6–4, 3–6, 6–4      |
| Перемога  | 8-4 | Жов 2004 | Бразилія F11, Americana   | Ф'ючерс    | Тверде   | Тьяго Алвес        | 6–2, 6–3           |
| Поразка   | 8-5 | Лис 2004 | Бразилія F12, Кампінас    | Ф'ючерс    | Ґрунт    | Андре Гем          | 5–7, 3–6           |
| Перемога  | 9-5 | Лют 2005 | Бразилія F1, Caldas Novas | Ф'ючерс    | Тверде   | Франко Феррейро    | 6–0, 3–6, 6–3      |

### Парний розряд: 9 (3–6)
| Легенда              |
| -------------------- |
| ATP Челленджер (1–5) |
| ITF Ф'ючерс (2–1)    |

| Фінали за покриттям |
| ------------------- |
| Тверде (0–2)        |
| Ґрунт (3–4)         |
| Трава (0–0)         |
| Килим (0–0)         |

| Результат | В-П | Дата     | Турнір                                           | Рівень     | Покриття | Партнер            | Суперники                                    | Рахунок            |
| --------- | --- | -------- | ------------------------------------------------ | ---------- | -------- | ------------------ | -------------------------------------------- | ------------------ |
| Поразка   | 0–1 | Вер 1997 | Сан-Паулу, Бразилія                              | Челленджер | Ґрунт    | Марсіу Карлссон    | Нелсон Аертс Бернардо Мартінес               | 0–6, 0–6           |
| Поразка   | 0–2 | Сер 1998 | Грамаду, Бразилія                                | Челленджер | Тверде   | Мотомура Гоїті     | Джефф Кутзе Дамін Робертс                    | 5–7, 4–6           |
| Поразка   | 0–3 | Чер 2000 | Лугано, Швейцарія                                | Челленджер | Ґрунт    | Тобіас Гільдебранд | Вадим Куценко Олег Огородов                  | 6–4, 6–7(3–7), 0–6 |
| Поразка   | 0–4 | Сер 2000 | Менхенгладбах, Німеччина                         | Челленджер | Ґрунт    | Херман Пуентес     | Еміліо Бенфеле Альварес Луїс Орна            | 6–7(1–7), 6–1, 5–7 |
| Перемога  | 1–4 | Лис 2000 | Кіто, Еквадор                                    | Челленджер | Ґрунт    | Іраклій Лабадзе    | Мартін Стрінгарі Ерік Нуньєз                 | 6–2, 7–6(7–4)      |
| Поразка   | 1–5 | Сер 2002 | Трані, Італія                                    | Челленджер | Ґрунт    | Франсіско Кабельйо | Роберто Альварес (тенісист) Маріано Дельфіно | 6–4, 4–6, 2–6      |
| Поразка   | 1–6 | Лют 2003 | Бразилія F2, Гоянія                              | Ф'ючерс    | Тверде   | Франсіско Кабельйо | Педру Брага Кеплер Орельяна                  | 6–7(2–7), 6–7(4–7) |
| Перемога  | 2–6 | Сер 2004 | Нідерланди F4, Алфен-ан-ден-Рейн (муніципалітет) | Ф'ючерс    | Ґрунт    | Жерон Массон       | Дастін Браун Ерік Кейлен                     | 6–1, 7–6(7–3)      |
| Перемога  | 3–6 | Вер 2004 | Бразилія F6, Порту-Алегрі                        | Ф'ючерс    | Ґрунт    | Тьяго Алвес        | Александре Бонатту Даніел Мело               | 6–4, 7–5           |

## Часовий графік результатів
| W | Ф | ПФ | ЧФ | #Р | КТ | К# | DNQ | A | NH |

### Одиночний розряд
| Турніри Великого шлему                 |     |     |     |     |     |     |     |     |     |       |     |   |
| Відкритий чемпіонат Австралії з тенісу |     |     |     |     | К3р | К1р | К1р | К1р | К1р | 0 / 0 | 0–0 | – |
| Відкритий чемпіонат Франції з тенісу   |     | К1р | К1р |     | К1р | К1р | К1р | К1р | К1р | 0 / 0 | 0–0 | – |
| Вімблдонський турнір                   |     |     |     |     |     |     |     |     | К1р | 0 / 0 | 0–0 | – |
| Відкритий чемпіонат США з тенісу       |     |     |     |     | К1р |     |     |     |     | 0 / 0 | 0–0 | – |
| В-П                                    | 0–0 | 0–0 | 0–0 | 0–0 | 0–0 | 0–0 | 0–0 | 0–0 | 0–0 | 0 / 0 | 0–0 | – |
| Тур ATP Мастерс 1000                   |     |     |     |     |     |     |     |     |     |       |     |   |
| Відкритий чемпіонат Маямі з тенісу     | К1р |     |     | К1р |     | К1р |     |     |     | 0 / 0 | 0–0 | – |
| В-П                                    | 0–0 | 0–0 | 0–0 | 0–0 | 0–0 | 0–0 | 0–0 | 0–0 | 0–0 | 0 / 0 | 0–0 | – |